# Ataques com mísseis Barda
Os ataques com mísseis Barda (em azeri:  Bərdəyə roket hücumları) foram uma série de três ataques aéreos na cidade de Barda, bem como nas aldeias de Əyricə e Qarayusifli no mesmo rayon, no Azerbaijão durante a guerra no Alto Carabaque em 2020. Os ataques envolveram mísseis BM-30 Smerch com ogivas de fragmentação e resultaram em 27 mortes de civis.
O primeiro ataque ocorreu em 27 de outubro, matando 5 civis e ferindo mais 13. No dia seguinte, 28 de outubro, vários mísseis atingiram Barda. 21 civis, incluindo um voluntário do Crescente Vermelho, foram mortos e outros 60 ficaram feridos no ataque. Foi o ataque mais mortal a civis e o pior número de civis mortos durante a guerra. Em 7 de novembro, as forças armênias dispararam um foguete na vila de Əyricə, matando um menino de 16 anos.
O Azerbaijão acusou a Armênia dos ataques e afirmou que munições cluster foram usadas contra civis. A Human Rights Watch e a Amnesty International verificaram o uso de munições cluster pela Armênia. Eles declararam: "o disparo de munições cluster em áreas civis é cruel e imprudente e causa mortes, ferimentos e miséria incalculáveis." A Armênia negou qualquer responsabilidade. Apesar disso, a República de Artsaque não reconhecida admitiu a responsabilidade pelos ataques, mas afirmou que tinha como alvo instalações militares.

## Fundo
Em 27 de setembro de 2020, eclodiram confrontos na disputada região de Alto Carabaque. A região é principalmente controlada de facto pela Artsaque, mas parte de jure do Azerbaijão. Barda tem uma população de 40 mil pessoas. Ele está situado a cerca de 20 quilômetros a nordeste da antiga Linha de contato do Alto Carabaque.
As negociações trilaterais sobre o conflito entre os ministros das Relações Exteriores da Rússia, Armênia e Azerbaijão começaram em 9 de outubro de 2020 em Moscou. Sergey Lavrov, Zohrab Mnatsakanyan e Jeyhun Bayramov participaram das negociações. Lavrov emitiu uma declaração conjunta após dez horas de negociações que terminaram às 03:00 hora local, confirmando que um cessar-fogo humanitário entraria em vigor ao meio-dia. Minutos após o início da trégua, as duas partes se culparam por violar o cessar-fogo.
Desde 4 de outubro, a segunda maior cidade do Azerbaijão, Ganja, foi atingida quatro vezes por mísseis armênios. Os ataques resultaram na morte de 25 civis e outros 125 feridos. Em 8 de outubro, o Ministério da Defesa do Azerbaijão informou que o distrito de Barda foi bombardeado por um lançador de míssil OTR-21 Tochka.
Em 26 de outubro, os Estados Unidos anunciaram que ambos os lados haviam concordado com um cessar-fogo humanitário na manhã de 26 de outubro, mas foi violado minutos depois de entrar em vigor, com ambos os lados se acusando mutuamente de violá-lo.

## Ataques

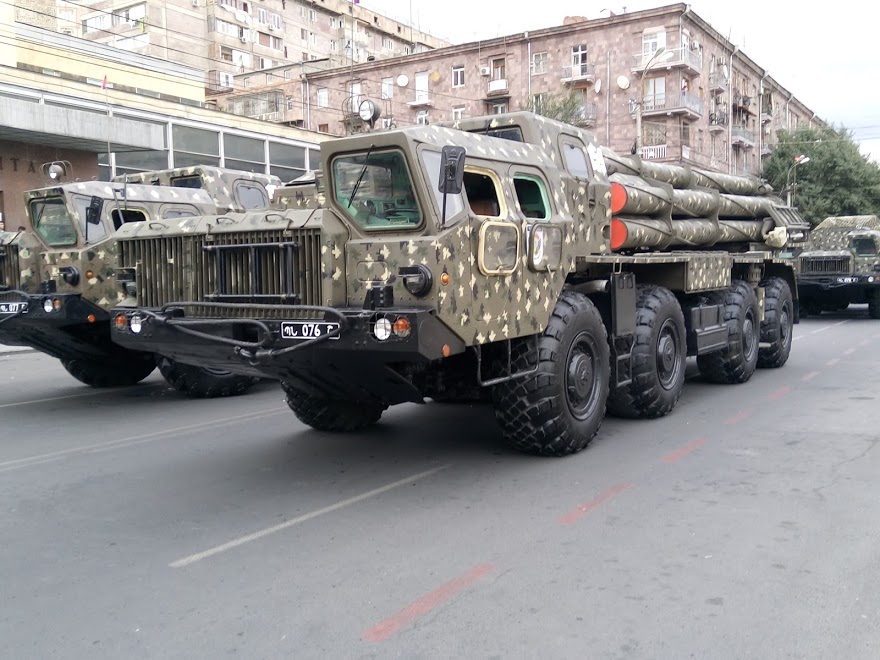
Um lançador de foguetes Armênio BM-30 Smerch em 2017

O primeiro ataque ocorreu em 27 de outubro, na aldeia Qarayusifli. Como resultado dos ataques, 5 civis foram mortos e 15 outros ficaram feridos.Os ataques envolveram mísseis cluster de um lançador múltiplo de foguetes BM-30 Smerch. A Human Rights Watch observou danos significativos a 12 casas na área.
O segundo ataque a 28 de outubro ocorreu por volta das 13:00, hora local. O ataque envolveu mísseis cluster que atingiram áreas urbanas densamente povoadas com instalações comerciais, o que a Amnesty International e a Human Rights Watch confirmaram. Como resultado, 21 civis foram mortos e mais de 70 feridos. Entre os mortos, estava um voluntário do Crescente Vermelho de 39 anos, enquanto outros dois voluntários ficaram feridos. As instalações da infraestrutura civil e os veículos foram amplamente danificados, incluindo o Centro de Tratamento e Diagnóstico de Barda, o escritório do Serviço de Migração do Estado. De acordo com o Azerbaijão, o segundo ataque também envolveu um BM-30 Smerch com uma ogiva de fragmentação equipada com ogivas de fragmentação de 72 a 144 peças no total. O Azerbaijão acusou a Armênia pelos ataques, aos quais negou qualquer responsabilidade, enquanto a Amnesty International e a Human Rights Watch também afirmaram que foi a Arménia que executou o ataque. Nesse ínterim, a República separatista não reconhecida de Artsaque admitiu a responsabilidade pelo segundo ataque, mas afirmou que tinha como alvo instalações militares. A equipe de reportagem do New York Times foi pega em um ataque de foguete armênio dirigindo ao longo da rua principal de Barda.
O terceiro ataque em 7 de novembro ocorreu na aldeia de Əyricə. De acordo com um relatório da Human Rights Watch, as forças armênias dispararam um foguete que atingiu um campo agrícola perto da aldeia e matou um menino de 16 anos enquanto brincava com outras crianças. As autoridades azerbaijanas afirmaram que identificaram a munição como um foguete Smerch 9M528, que carrega uma ogiva que produz efeito de explosão e fragmentação. O HRW relatou que os pesquisadores não observaram nenhum objetivo militar na área.

## Resposta do Azerbaijão
Logo após os ataques, o Ministério da Defesa do Azerbaijão divulgou imagens de drones. O Azerbaijão alegou ter retaliado pelos ataques, especialmente visando a mão de obra armênia, ao invés do equipamento mostrado anteriormente.
A posição de tiro do lançador BM-30 Smerch envolvido nos ataques foi identificada pelo exército azerbaijano e em 29 de outubro foi destruída. Em 30 de outubro, o Ministério da Defesa do Azerbaijão anunciou a destruição de mais dois lançadores Smerch que tinham como alvo Barda e Tartar.

## Reações
No Azerbaijão, os ataques foram fortemente condenados. A Administração Presidencial do país classificou o primeiro ataque como um "novo ato de genocídio contra o povo azerbaijano", enquanto a Ouvidoria do Azerbaijão, Sabina Aliyeva, classificou o segundo ataque como um "ato terrorista contra civis". O presidente do Azerbaijão, Ilham Aliyev, prometeu uma resposta adequada aos ataques. Além disso, o vice-presidente do Azerbaijão, Mehriban Aliyeva, afirmou que os ataques foram bárbaros e expressou suas condolências. O Ministério das Relações Exteriores do Azerbaijão chamou os ataques de "crimes contra a humanidade".
Em escala internacional, os ataques foram condenados Turquia e do Paquistão, pelas embaixadas da iraniana, francesa e cazaque no Azerbaijão, o político iraniano Hassan Ameli e o Conselho Túrquico.
Marie Struthers, Diretora Regional da Amnesty International para a Europa Oriental e Ásia Central afirmou que "o disparo de munições cluster em áreas civis é cruel e imprudente e causa mortes, ferimentos e miséria incalculáveis". Da mesma forma, a Human Rights Watch divulgou um relatório sobre o ataque, confirmando o uso de munições cluster e pediu à Armênia que pare de usar armas proibidas.